# Joaquín Escriche
Joaquín Escriche Martín (Caminreal, provincia de Teruel, 10 de septiembre de 1784-Barcelona, 16 de noviembre de 1847), fue un abogado, jurista, traductor y político español.

## Biografía
Estudió con los escolapios en Daroca y luego estudió Teología y Derecho en Zaragoza. Ya licenciado, intervino en los Sitios de Zaragoza de 1808 recibiendo todas las condecoraciones que se otorgaron a los defensores. Trabajó luego en la Secretaría de la Intendencia Militar de Aragón. Durante el Trienio Liberal fue nombrado secretario del gobierno político del reino de Aragón y pasó a Barcelona en una comisión organizada por la epidemia de fiebre amarilla que asoló esa ciudad. Por sus ideas liberales, tuvo que exiliarse a París en 1823 hasta la muerte de Fernando VII, perfeccionando sus conocimientos de lengua francesa e inglesa, pues en esa época conoció y trató a Jeremías Bentham y a su discípulo, el ginebrino Étienne Dumont. Vivió luego sobre todo en Madrid, negándose a aceptar cargos políticos y que no fueran meramente honoríficos y consagrado a la elaboración de su útil Diccionario de Legislación y Jurisprudencia, del que, además de dos ediciones en vida del autor, se hicieron posteriormente otras varias reformadas por otros autores, la última de 1874-7, ganándose con ello gran fama.
Cuando el 19 de agosto de 1843 se creó la Comisión General de Códigos, integrada por los mejores juristas del reino, fue nombrado vocal de la misma. Esta comisión preparó un proyecto de ley orgánica de tribunales del año 1846 y preparó el Código penal de 1848, pero fue disuelta en 1846. Tradujo las Odas de Horacio y compuso importantes textos jurídicos, como Manual del abogado americano y Diccionario razonado de jurisprudencia y legislación. También fue notable su trabajo como traductor, siempre de materias jurídicas, económicas o políticas: Compendio de los tratados de legislación de Jeremías Bentham, con notas; traducciones del Examen del derecho romano, de Jean André Perreau, del Manual de derecho parlamentario de Thomas Jefferson, de la Defensa de la usura de Bentham, etc.

## Obras
- Manual del abogado americano. Elementos del Derecho patrio (Madrid, 1840) Descargar texto
- Manual del abogado ó elementos de Derecho español por D. Joaquín Escriche.  Barcelona, Herederos de Roca, 1839; XII, 248 p., 1 h., 1-209 p., 1 h.;8º mlla. (19 cm)
- Examen histórico-crítico de la institución del jurado por Joaquín Escriche. Madrid, Imprenta del Colegio Nacional de Sordos-Mudos, 1844; 192 p. ; 17 cm
- Elementos del derecho patrio. Madrid, Librería de la viuda de Calleja e Hijos, 1840 Texto completo, pág. 1-232 y pág. 233-474
- Diccionario razonado de legislación civil, penal, comercial y forense, o sea resumen de leyes, usos, prácticos y costumbres ... dispuesta por orden alfabético de materias por Don Joaquín Escriche y con citas del derecho ; notas y adiciones por Juan Rodríguez de San Miguel.  México, Galván, 1837; IV, 736 p., 1 h.;4º mlla. (30 cm) Descargar texto
- Diccionario razonado de legislación civil, penal, comercial y forense. Valencia, Imprenta de J. Ferrer de Orga, 1838; 691 p. 3 v. ; 31 cm
- Diccionario razonado de legislación y jurisprudencia. Madrid, Imprenta de M. Cuesta, 1874-1876, 4 vol. Texto completo
- Oda a la victoria del Excmo. Señor D. Gregorio de la Cuesta en los Campos de Talavera [Texto impreso] : que dedica a la Junta Superior de Aragón y parte de Castilla / Joaquín Escriche... Valencia, Imp. de Miguel Domingo, 1808; 4 h.;4º (20 cm)  (Existe una posterior edición de D. Gascón y Guimbao) Texto completo y otra copia en la Universidad Pompeu Fabra
- Zaragoza sitiada y rendida : poema heroico presentado a los exámenes públicos del Colegio de Winchester, dia XXIV de mayo de MDCCCX / por Enrique Allen ; publicado en Londres a nombre de los españoles por Manuel Abella ; traducido al verso castellano por Joaquín de Escriche; Londres, [s.n., s.a.]; XXVI p.;21 cm